# باغودة وونغاكسا
باغودة معبد وونغاك هي باغودة ارتفاعها 12 متر من عشر طبقات من الرخام، وتقع في وسط سول عاصمة كوريا الجنوبية. أنشئت الباغودة في سنة 1467 كجزء من معبد وونغاك الذي أنشأه الملك سيجو قبل سنتين من إنشاء الباغودة. أغلق المعبد وحول إلى منزل للغساينغ على يد الملك المخلوع اللاحق الملك يونسان (1494 ~ 1506)، وفي عهد خليفته الملك جنغجونغ (1506 ~ 1544) حول المكان إلى مكاتب حكومية. لم يبق من الهيكل الأساسي سوى الباغودة وشاهد ذكرى التأسيس. دخلت المنطقة لاحقاً ضمن النطاق العمراني. خلال حرب إمجن في تسعينات القرن السادس عشر أطيح بالجزء العلوي من الباغودة ولم يعاد إلى على يد مهندسي الجيش الأمريكي في سنة 1947.
أُعجب الزوار الأجانب في أواخر القرن التاسع عشر بالبوابة ولكن الوصول إليها كان صعباً وكانت مخفية ضمن المنازل. في سنة 1897 قام المستشار المالي الأيرلندي للملك غوجونغ بتفويض من الملك بتحويل المكان إلى الحديقة العامة الأولى في سول. سميت الحديقة باسم حديقة الباغودة وهو الاسم الذي حازت عليه أثناء حركة الأول من مارس في 1919. تعرف الحديقة اليوم باسم حديقة تابغول (بالهانغل: 탑골 공원) وهي داخل زجاج حامي. الاسم الكوري يعني حرفياً «باغودة طبقات الصخر العشرة في موقع معبد وونغاك».
يعتبر مؤرخو الفن هذه الباغودة كمثال رائع على فن الباغودة من سلالة جوسون. تعتبر الباغودة الكنز الوطني لكوريا الجنوبية رقم 2، وعينت كذلك في 12 ديسمبر 1962. نقش على الجزء العلوي من الباغودة نص يدل على أن الباغودة أنشئت في 1467 وهي السنة الثالثة عشر من عهد الملك سيجو.
باغودة وونغاكسا هي إحدى الباغودة القلائل المبنية من الرخام في كوريا. الباغودة العادية في كوريا تصنع من مادة الجرانيت المنتشرة بكثرة على شبه الجزيرة الكورية. القاعدة التي تدعم الباغودة مكونة من ثلاث مستويات وشكلها من الأعلى يشبه الحرف الصيني 亞. أول ثلاث طبقات من الباغودة تشبه شكل القاعدة، والسبع طبقات المتبقية على شكل مربع. نقش على كل طبقة تناين وأسود وزهور اللوتس طيور الفينيق وبودا وبوداسف والملوك السماويين الأربعة. الباغودة منحوتة لتظهر على أنها مصنوعة من الخشب. للباغودة أقواس وأعمدة وأسقف منحوتة لتشبه تصميم الباغودة الخشبية.
شكلت الباغودة على تصميم باغودة معبد غيونغتشون والتي أنشئت في عهد سلالة غوريو. نصبت هذه الباغودة في سنة 1348 في معبد غيونغتشون على جبل بُسو في غوانغدوك ميون في محافظة غايبنغ في مقاطعة غيونغي (بالقرب من كايسونغ في كوريا الشمالية)، لكن هذه الباغودة أُخذت إلى اليابان أثناء الاحتلال في سنة 1907 وأعيدت في سنة 1918 وهي الآن في متحف كوريا الوطني.